# Союз-2 (ракета)
Союз-2 е общо обозначение за нова генерация руски ракети носители, произхождащи от ракети Союз. Основната версия на ракетата се използва за извеждане на товари в ниска околоземна орбита. Много често ракетата е изстрелвана с допълнителна степен, която ѝ позволява извеждането на товари в по-високи орбити, като Мълния и Геосинхронна орбита.
Ускорителят и двете основни степени притежават подобрени ракетни двигатели с усъвършенствани системи за впръскване, сравними с тези на Союз-У. Най-често като последна степен се използва Фрегат.
Ракетата се изстрелва основно от площадките LC-1 и LC-31 в Байконур, и LC-43 в Плесецк, като ги дели с други производни ракети на Р-7. Сега се строи и друга площадка в космически център Гвиана (космодрум на ЕКА) на северния бряг на Южна Америка. За пръв път ракета Союз ще бъде изстрелвана от друг космодрум освен от Байконур или Плесецк.

## Суборбитален тестови полет
На 8 ноември 2004 в 21:30 ч. московско време от космодрумът Плесецк е изстреляна първата ракета Союз-2.1а. Изстрелването е осъществено по суборбитална треактория, с трета степен, товар, обратно навлизане в атмосферата във водите на Атлантическия океан.

## Изстрелвания
| Дата и час (GMT)        | Конфигурация     | Сериен номер | Космодрум       | Резултат | Товар                                         | Бележки                                        |
| ----------------------- | ---------------- | ------------ | --------------- | -------- | --------------------------------------------- | ---------------------------------------------- |
| 8 ноември 2004 18:30    | Союз 2,1а        |              | LC-43, Плесецк  | Успешен  | Зенит-8                                       | Суборбитален тест                              |
| 19 октомври 2006 17:28  | Союз 2,1а/Фрегат |              | LC-31, Байконур | Успешен  | MetOp                                         | Метеорологичен спътник                         |
| 24 декември 2006 08:34  | Союз 2,1а/Фрегат |              | LC-43, Плесецк  | Успешен  | Меридиан                                      | Комуникационен спътник                         |
| 27 декември 2006 14:28  | Союз 2,1б/Фрегат |              | LC-31, Байконур | Успешен  | Корот                                         | Астрономически спътник                         |
| 28 юли 2008             | Союз 2,1б        |              | LC-43 Плесецк   | Успешен  | Космос (Персона?)                             | Разузнавателен спътник                         |
| Планирани изстрелвания  |                  |              |                 |          |                                               |                                                |
| Третата четвърт на 2008 | Союз 2,1б/Фрегат |              | Байконур        |          | Метеор-М, Universitetskiy-Tatyana-2, Sterkh-2 | Метеорологичен спътник и малки научни спътници |
| Още не е определено     | Союз 2,1а/Фрегат |              | Плесецк         |          | Меридиан-2                                    | Комуникационен спътник                         |